# بیمسوار
بیمسوار (به لاتین: Bhimeshwar) یک شهرداری در نپال است که در استان شماره ۳ واقع شده‌است. بیمسوار ۲۲٬۵۳۷ نفر جمعیت دارد.